# Pezicula alnicola
Pezicula alnicola är en svampart som beskrevs av J.W. Groves 1940. Pezicula alnicola ingår i släktet Pezicula och familjen Dermateaceae.   Inga underarter finns listade i Catalogue of Life.